# Étoile de Charleville-Mézières
L'Etoile de Charleville-Mézières è una società di pallacanestro professionistica francese, con sede a Charleville-Mézières. La squadra milita attualmente nella Nationale masculine 1 (terza divisione del campionato francese di pallacanestro).

## Storia
Il club è stato fondato nel 1921 a Charleville-Mézières. Nel 1958, il club si trasferisce a Charleville e dopo la fusione di Charleville Mézières e nel 1966, l'associazione diventa Etoile di Charleville-Mézières. Il club di Ardenne scompare dal massimo livello francese, per poi risalire in National 2 (NM2) nel 1999, in NM1 nel 2004 e in Pro B nel 2005 prima di declinare in NM1 dopo la stagione 2005-2006. Alla fine della stagione 2007-2008, l'Etoile di Charleville Mézières è tornata in Pro B essendo seconda NM1 e durante la stagione 2008-2009, l'Etoile di Charleville Mézières ha sorpreso tutti integrandosi nei play- Pro B off mentre è tornata solo 1 della National.
Il club gioca alla Salle Dubois-Crancé, ma riesce a negoziare di giocare le partite alla Salle Bayard a partire dal 2011, fino a quando non sarà disponibile un impianto comune da 2.903 posti nel padiglione B del centro espositivo. Questa nuova sala, chiamata Caisse d'Epargne Arena in seguito a un accordo di partnership, è stata inaugurata nel settembre 2015.
Terminata l'ultima Pro B nella stagione 2010-11, la squadra viene retrocessa in NM1 ma rimane una stagione: viene promossa in Pro B al termine della stagione 2011-12 NM1 vincendo la finale dei playoff contro Blois. L'Etoile di Charleville Mézières resta solo una stagione in Pro B nella NM1 e scende per la stagione 2013-14. Ma non è rimasta a lungo perché per la stagione 2014-15 sarà di nuovo in Pro B, nonostante l'annuncio della sua adesione tardiva. Dopo sei vittorie per ventotto sconfitte nel Pro B francese 2017-2018. Campionato di pallacanestro, l'Etoile viene retrocessa in NM1 per la stagione successiva. 
Nell'estate del 2019, il club viene retrocesso amministrativamente in NM2.
Sei anni dopo averlo lasciato, il club Carole tornerà alla Nationale 1! Un posto che la FFBB gli ha concesso in relazione alla sua eccellente stagione 2023/2024 della Nationale 2 (3a, 18 vittorie / 8 sconfitte) e alla delicata situazione finanziaria vissuta da molti club d'élite, Pro B, Nationale 1 e National 2.

## Risultati sportivi

### Elenco dei premi
| Concorsi nazionali | Competizioni internazionali                                      |
| - Campionato di seconda divisione : - Vincitore (1) : 1955 - Coppa di Francia : - Vincitore (2) : 1958, 1959 - Campionato di prima divisione : - Vincitore (2) : 1958, 1960 - Campionato di Terza Divisione : - Vice-campione (1) : 2008 - Campionato di Terza Divisione : - Campione dei play-off (1) : 2012 - Campionato di Terza Divisione : - Finalista ai play-off (1) : 2014 | - Coppa dei Campioni d'Europa per Club : - 1/4 finale (1) : 1959 |

### Bilancio stagionale
| Stagione  | Divisione | Classifica              | %Vittoria | Vittoria | Sconfitta | Playoffs         | Coppa di Francia | Coppa dei leader       | Allenatore                         |
| --------- | --------- | ----------------------- | --------- | -------- | --------- | ---------------- | ---------------- | ---------------------- | ---------------------------------- |
| 2002-2003 | NM2       | 1a                      | -         | -        | -         | -                | -                | -                      | Mike Gonsalves                     |
| 2003-2004 | NM1       | 3a                      | 66,6%     | 20       | 10        | -                | -                | -                      | Mike Gonsalves                     |
| 2004-2005 | Pro B     | 16a                     | 21,8%     | 7        | 25        | -                | 16a finale       | -                      | Mike Gonsalves                     |
| 2005-2006 | Pro B     | 18a                     | 32,3%     | 11       | 23        | -                | 16a finale       | -                      | Mike Gonsalves - Youssou Cissé     |
| 2006-2007 | NM1       | 3a                      | 76,4%     | 26       | 8         | -                | 32a finale       | -                      | Nikola Antić                       |
| 2007-2008 | NM1       | 2a                      | 76,4%     | 26       | 8         | -                | 16a finale       | -                      | Nikola Antić                       |
| 2008-2009 | Pro B     | 6a                      | 38,2%     | 13       | 21        | Quarti di finale | -                | -                      | Nikola Antić                       |
| 2009-2010 | Pro B     | 12a                     | 38,2%     | 13       | 21        | -                | 32a finale       | -                      | Nikola Antić                       |
| 2010-2011 | Pro B     | 18a                     | 17,6%     | 6        | 28        | -                | 32a finale       | -                      | Rodrigue M'Baye - Francis Charneux |
| 2011-2012 | NM1       | 4a                      | 70,5%     | 24       | 10        | Vincitore        | 32a finale       | -                      | Francis Charneux                   |
| 2012-2013 | Pro B     | 18a                     | 14,7%     | 5        | 29        | -                | 32a finale       | -                      | Francis Charneux                   |
| 2013-2014 | NM1       | 3a                      | 70,5%     | 24       | 10        | Finalista        | 32a finale       | -                      | Cédric Heitz                       |
| 2014-2015 | Pro B     | 16a                     | 35,2%     | 12       | 22        |                  | 32a finale       | Pro B : Fase di gruppo | Cédric Heitz                       |
| 2015-2016 | Pro B     | 11a                     | 50%       | 17       | 17        |                  | 16a finale       | Pro B : Fase di gruppo | Cédric Heitz                       |
| 2016-2017 | Pro B     | 5a                      | 55,8%     | 19       | 15        | Quarti di finale | 32a finale       | Pro B : Fase di gruppo | Cédric Heitz                       |
| 2017-2018 | Pro B     | 18a                     | 17,6%     | 6        | 28        | -                | 32a finale       | Pro B : Fase di gruppo | Alexandre Casimiri                 |
| 2018-2019 | NM1       | 8a - Fase 1 (Gruppo A)  | 50%       | 18       | 18        | Ottavi di finale | 64a finale       | -                      | Alexandre Casimiri                 |
| 2018-2019 | NM1       | 3a - Fase 2 (Gruppo B)  | 50%       | 18       | 18        | Ottavi di finale | 64a finale       | -                      | Alexandre Casimiri                 |
| 2019-2020 | NM2       | 5a                      | 63,1%     | 12       | 7         | -                | -                | -                      | Fabien Calvez                      |
| 2020-2021 | NM2       | 4a                      | 80%       | 4        | 1         | -                | -                | -                      | Fabien Calvez                      |
| 2021-2022 | NM2       | 4a                      | 61,5%     | 16       | 10        | -                | -                | -                      | Fabien Calvez                      |
| 2022-2023 | NM2       | 8a                      | 42,3%     | 11       | 15        | -                | -                | -                      | Jimmy Ploegaerts                   |
| 2023-2024 | NM2       | 3a                      | 69,2%     | 18       | 8         | -                | -                | -                      | Jimmy Ploegaerts                   |
| 2024-2025 | NM1       | 12a - Fase 1 (Gruppo B) | 40%       | 16       | 24        | -                | 64a finale       | -                      | Jimmy Ploegaerts                   |
| 2024-2025 | NM1       | 9a - Fase 2 (Gruppo B)  | 40%       | 16       | 24        | -                | 64a finale       | -                      | Jimmy Ploegaerts                   |

## Giocatori e personalità

### Allenatori
- 19??-1956 :  Roland Marlet
- 1956-1958 :  Jean-Paul Beugnot
- 1958-1967 :  Jean Perniceni
- 2002-2006 :  Mike Gonsalves
- marcia 2006-Giugno 2006 :  Youssou Cissé
- 2007-2010 :  Nikola Antić
- 2010-dicembre 2010 :  Rodrigue M'Baye
- dicembre 2010-2013 :  Francis Charneux
- 2013-2017 :  Cédric Heitz
- 2017-2019 :   Alexandre Casimiri
- 2019-2022 :  Fabien Calvez
- 2022-     :  Jimmy Ploegaerts

### Roster 2025-2026
| Étoile de Charleville-Mézières 2025-2026 | Étoile de Charleville-Mézières 2025-2026 |
| Giocatori                                | Staff tecnico                            |
| ---------------------------------------- | ---------------------------------------- |

| N. | Naz.                    | Ruolo | Nome                   | Anno | Alt.   | Peso   |  |
| -- | ----------------------- | ----- | ---------------------- | ---- | ------ | ------ |  |
| 4  | Francia (bandiera)      | P     | Mathyas Marbaise       |      |        |        |  |
| 5  | Francia (bandiera)      | P     | Lucas Depaix           | 2001 | 191 cm |        |  |
| 6  | Francia (bandiera)      | P     | Sébastien Michineau    | 1991 | 181 cm | 77 kg  |  |
| 7  | Francia (bandiera)      | AP    | Loïc Depaix            | 1998 | 191 cm |        |  |
| 8  | Francia (bandiera)      | G     | Martin Courtois        | 1997 | 191 cm |        |  |
| 9  | Francia (bandiera)      | AP    | Pierre-Baptiste Kieger | 1992 | 199 cm | 97 kg  |  |
| 10 | Francia (bandiera)      | G     | Maydden Nnah-Ndong     | 2000 | 193 cm |        |  |
| 11 | Francia (bandiera)      | AP    | Revaz Mikeladze        | 2005 | 195 cm |        |  |
| 12 | Francia (bandiera)      | AG    | Melvyn Da Silva        | 1999 | 201 cm | 105 kg |  |
| 13 | RD del Congo (bandiera) | AP    | Patrick Mwamba         | 1999 | 201 cm | 95 kg  |  |
| 14 | Francia (bandiera)      | C     | Mario Tonji            | 1999 | 205 cm | 113 kg |  |
| 15 | Serbia (bandiera)       | C     | Nemanja Kovanusic      | 1993 | 205 cm | 118 kg |  |

| Allenatore |
| - Jimmy Ploegaerts                                                                                                   |
| Assistente/i |
| - Jean-Marc Bouthors - Ludovic Depaix - Alizée Boudrique Legenda - (C) Capitano Roster Aggiornato al: 30 luglio 2025 |

### Giocatori iconici
- Chris Davis
- Olivier Silvestre
- Marc Davidson
- Cheikhou Thioune
- Charles-Henri Grétouce
- David Condouant
- Jean-Claude Lefèbvre
- François De Pauw
- Emmanuel Le Goff
- Maurice Chavagne
- Jean-Paul Beugnot
- Murray Brown
- Fabien Calvez
- Tafari Toney
- Monyea Pratt
- Martin Hermannsson